# Le Mystère Silkwood
Pour plus de détails, voir Fiche technique et Distribution.
Le Mystère Silkwood (Silkwood) est un film américain réalisé par Mike Nichols, sorti en 1983.

## Synopsis
Le film narre l'histoire réelle de Karen Silkwood morte dans des circonstances douteuses alors qu'elle enquêtait sur des actes délictueux dans l'usine de plutonium où elle travaillait à Cimarron (Oklahoma).  

## Fiche technique
- Titre français : Le Mystère Silkwood
- Titre original : Silkwood
- Réalisation : Mike Nichols
- Scénario : Alice Arlen & Nora Ephron
- Musique : Georges Delerue
- Photographie : Miroslav Ondrícek
- Montage : Sam O'Steen
- Production : Michael Hausman & Mike Nichols
- Société de production : ABC Motion Pictures
- Société de distribution : 20th Century Fox
- Pays :  États-Unis
- Langue : Anglais
- Format : Couleur - Mono - 35 mm - 1.85:1
- Genre : Drame
- Durée : 131 min
- Date de sortie en salles : 1983 (États-Unis)

## Distribution
- Meryl Streep : Karen Silkwood
- Kurt Russell (VF : Yves Rénier) : Drew Stephens
- Cher : Dolly Pelliker
- Craig T. Nelson : Winston
- Diana Scarwid : Angela
- Ron Silver (VF : Érik Colin[1]) : Paul Stone
- Fred Ward : Morgan
- Charles Hallahan : Earl Leapin
- Henderson Forsythe : Quincy Bissell
- Bruce McGill : Mace Hurley
- Josef Sommer : Max Richter
- Sudie Bond : Thelma Rice
- Richard Hamilton : Georgie
- E. Katherine Kerr : Gilda Schultz
- David Strathairn : Wesley
- Graham Jarvis : Le 1er médecin à la réunion
- Anthony Heald : Le 2e médecin à la réunion
- M. Emmet Walsh : Walt Yarborough
- Ray Baker : Pete Dawson
- J. C. Quinn : Curtis Schultz
- James Rebhorn : Le 1er médecin de Los Alamos
- Will Patton : Joe
- Les Lannom : Jimmy
- Michael Bond : Le 2e médecin de Los Alamos

## Autour du film

### Anecdotes
- La prestation de Meryl Streep fut classée 47e dans la catégorie Heroes dans le classement AFI's 100 Years... 100 Heroes and Villains.
- Mike Nichols et Meryl Streep se retrouveront en 1986 pour La Brûlure suivi de Bons baisers d'Hollywood en 1990.

## Distinctions
| Année/Date       | Distinction                         | Catégorie                                 | Nom                      | Résultat   |
| ---------------- | ----------------------------------- | ----------------------------------------- | ------------------------ | ---------- |
| 1983             | Kansas City Film Critics Circle     | Meilleure actrice                         | Meryl Streep             | Lauréat    |
| 21 décembre 1983 | New York Film Critics Circle Awards | Meilleure actrice dans un second rôle     | Cher                     | 2e place   |
| 21 décembre 1983 | New York Film Critics Circle Awards | Meilleur film                             | Le Mystère Silkwood      | 3e place   |
| 21 décembre 1983 | New York Film Critics Circle Awards | Meilleure actrice                         | Meryl Streep             | 3e place   |
| 1984             | Writers Guild of America            | Meilleur scénario                         | Alice Arlen, Nora Ephron | Nomination |
| 28 janvier 1984  | Golden Globes                       | Meilleure actrice dans un second rôle     | Cher                     | Lauréat    |
| 28 janvier 1984  | Golden Globes                       | Meilleur film dramatique                  | Le Mystère Silkwood      | Nomination |
| 28 janvier 1984  | Golden Globes                       | Meilleur réalisateur                      | Mike Nichols             | Nomination |
| 28 janvier 1984  | Golden Globes                       | Meilleure actrice dans un film dramatique | Meryl Streep             | Nomination |
| 28 janvier 1984  | Golden Globes                       | Meilleur acteur dans un second rôle       | Kurt Russell             | Nomination |
| 9 avril 1984     | Oscars du cinéma                    | Meilleur réalisateur                      | Mike Nichols             | Nomination |
| 9 avril 1984     | Oscars du cinéma                    | Meilleure actrice                         | Meryl Streep             | Nomination |
| 9 avril 1984     | Oscars du cinéma                    | Meilleure actrice dans un second rôle     | Cher                     | Nomination |
| 9 avril 1984     | Oscars du cinéma                    | Meilleur scénario                         | Alice Arlen, Nora Ephron | Nomination |
| 9 avril 1984     | Oscars du cinéma                    | Meilleur montage                          | Sam O'Steen              | Nomination |
| 5 mars 1985      | BAFTA Awards                        | Meilleure actrice                         | Meryl Streep             | Nomination |
| 5 mars 1985      | BAFTA Awards                        | Meilleure actrice dans un second rôle     | Cher                     | Nomination |